# Ấn thí nguyện
Ấn thí nguyện cũng được gọi là Dữ nguyện ấn hay Thí dữ ấn. Thí nguyện là cho phép được toại nguyện, lòng tay mặt hướng về phía trước, bàn tay chỉ xuống. Nếu ở tượng Phật Thích Ca là đó biểu hiện gọi trời (xem ấn xúc địa) chứng minh Phật quả. Phật Bảo Sinh (sa. Ratnasambhava; ja. Hōshō Nyorai; zh. 寳生如來) cũng hay được diễn tả với ấn quyết này. Trong một dạng khác, ngón trỏ và ngón cái chạm nhau thành vòng tròn. Ấn vô úy và ấn thí nguyện hay được trình bày chung trong một tranh tượng. Thường tay mặt bắt ấn vô úy, tay trái ấn thí nguyện. Tượng đứng của các vị Phật hay có hai ấn này.